# Santo Tomé del Puerto
Santo Tomé del Puerto es un municipio español perteneciente a la provincia de Segovia, en la comunidad autónoma de Castilla y León. Tiene una superficie de 56,87 km² y cuenta con una población de 234 habitantes (INE 2024). Asimismo, el municipio pertenece a la Comunidad de Villa y Tierra de Sepúlveda.
No existe un núcleo con el propio nombre del municipio, sino que este a su vez está formado por cinco localidades: La Rades, Rosuero, Siguero, Sigueruelo, Villarejo (sede del Ayuntamiento). Existen además los despoblados de Aldealapeña, San Andrés del Puerto y Media Aldea.

## Geografía

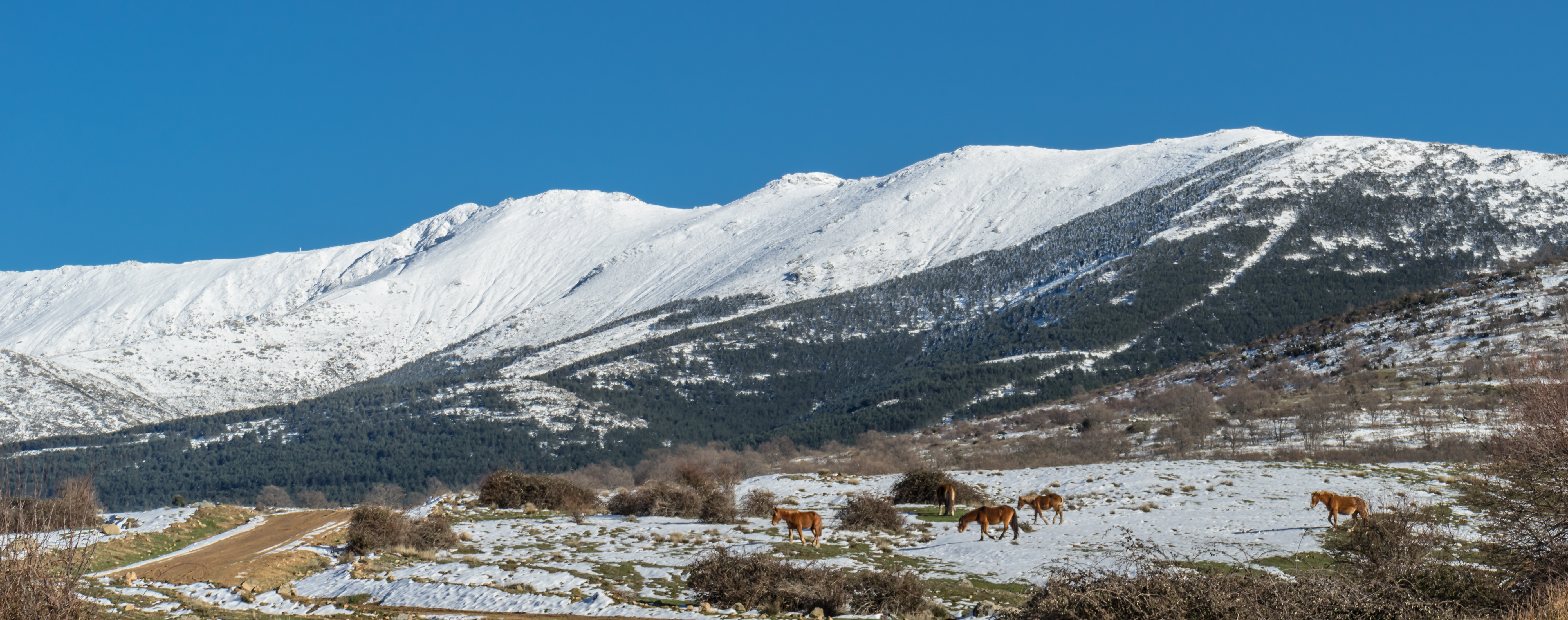
Vista de la sierra de Somosierra desde el municipio

Enclavado en las faldas del puerto de Somosierra, el municipio está situado en la intersección de la Autovía del Norte A-1 y la carretera N-110, que une Soria con Segovia. 

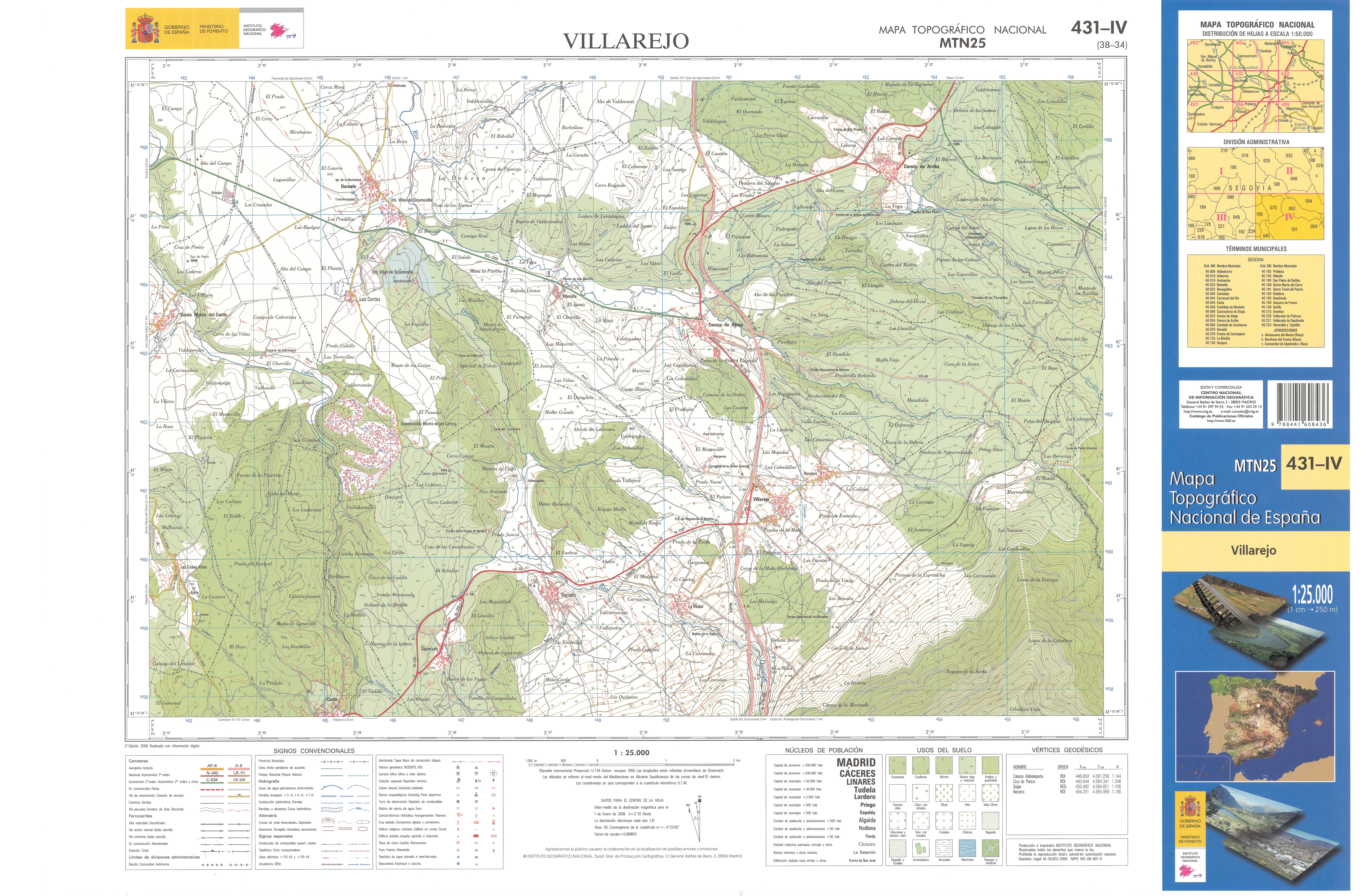
Fragmento de la hoja 431 del Mapa Topográfico Nacional de España de 2008 en el que se representa parte de Santo Tomé del Puerto

Los municipios de Villa de Santo Tomé del Puerto, en Segovia, la villa de Somosierra, en Madrid y la villa de El Cardoso de la Sierra, en Guadalajara comparten la Peña Cebollera, donde nacen los ríos Duratón en Somosierra y que pasa por el término municipal de Santo Tomé del Puerto y el río Jarama que nace en la vertiente de El Cardoso de la Sierra.
La altitud del municipio oscila entre los 2128 m (Peña Cebollera) y los 1000 m a orillas del río Duratón. Otras elevaciones importantes del territorio son la Peña Zorrillo (1642 m), la Peña del Muerto (1586 m) y Cabeza Aldealapeña (1144 m). La sede del ayuntamiento en Villarejo se alza a 1129 metros sobre el nivel del mar. 
| Noroeste: Santa María del Cerro y Duruelo | Norte: Cerezo de Abajo   | Noreste: Cerezo de Arriba                      |
| Oeste: Casla                              |                          | Este: Cerezo de Arriba                         |
| Suroeste: Casla, Robregordo (Madrid)      | Sur: Somosierra (Madrid) | Sureste: El Cardoso de la Sierra (Guadalajara) |

### Clima
El clima está absolutamente influenciado por el hecho de encontrarse dentro del Sistema Central. Los inviernos son fríos con abundancia de lluvia y nieve.  El verano destaca por el contraste entre el día, caluroso y la noche, que es fresca cuando no fría.

## Historia
La organización de este territorio y su repoblación durante la Reconquista es realizada a manos de la Comunidad de Villa y Tierra de Sepúlveda, quedando encuadrado el territorio que hoy conforma el municipio en el Ochavo de la Sierra y Castillejo, a excepción del de Sigueruelo que se integra en el Ochavo de Prádena.
Durante época medieval existieron las localidades de San Andrés del Puerto, al sur de Villarejo y Media Aldea, al noroeste de La Rades. Ambas son despoblados en la actualidad, conservándose en el primero gran cantidad de restos y los cimientos de su ermita.
El concejo inicial que conforma Santo Tomé del Puerto es la suma de La Rades, Rosuero y Villarejo, quedando la capitalidad en este último al estar en un punto medio entre las otras dos. Estas tres localidades coinciden también en su pertenencia a la abadía de Santo Tomás o Convento de la Orden, fundada en el siglo XII durante el reinado de Alfonso VIII El Noble.
Según el Diccionario geográfico-estadístico-histórico de España y sus posesiones de Ultramar, en 1850 estos tres barrios ya eran un único municipio que sumaba 159 casas y una población de 509 personas, se producía lino, centeno, legumbres, pastos y leñas, y había molinos harineros. Además, se criaban ovejas, vacas y asnos, y en sus campos se criaban las liebres, conejos y perdices.
En 1856, Aldealapeña (41°11′52″N 3°37′18″O / 41.19778, -3.62167), que había contado con 14 habitantes según el censo de 1842, sería incorporado al municipio independiente de Siguero para quedar despoblado poco después.
Ya en 1970, el municipio de Siguero sería el 29 de octubre de 1970 incorporado a Santo Tomé del Puerto y el 26 de julio de 1973 se daría la misma situación con el más alejado Sigueruelo, a pesar de pertenece a otro ochavo distinto de la comunidad sepulvedana.
En 2006 Siguero lograría que la Junta de Castilla y León autorizara su constitución como Entidad Local Menor, lográndose así un aumento considerable de la población y recuperando así su propio ayuntamiento con cierto grado de autogestión.
El ayuntamiento de Santo Tomé no acató la creación de la Entidad Local Menor y la negó competencias, presentando cuatro demandas distintas, tras perder las tres primeras y pagar los costes del juicio, ganó la cuarta y se suspendió la entidad el 17 de junio de 2011 alegándose inviabilidad económica. Seguidamente se volvió a solicitar la autogestión por parte de 66 de los 69 habitantes mayores de edad censados en Siguero, pero fue denegada en 2013 por la sentencia previa.

## Demografía
Cuenta con una población de 234 habitantes (INE 2024).
| Gráfica de evolución demográfica de Santo Tomé del Puerto entre 1842 y 2021 |
| |
| Población de derecho según los censos de población del INE Población de hecho según los censos de población del INEEntre el censo de 1970 y el anterior, crece el término del municipio porque incorpora a 40535 (Siguero) Entre el censo de 1981 y el anterior, crece el término del municipio porque incorpora a 40197 (Sigueruelo) |

### Población por núcleos
Desglose de población según el Padrón Continuo por Unidad Poblacional del INE.
| Núcleos    | Habitantes (2024) |
| ---------- | ----------------- |
| Villarejo  | 125               |
| La Rades   | 28                |
| Rosuero    | 28                |
| Siguero    | 34                |
| Sigueruelo | 15                |

## Símbolos
El escudo heráldico que representa al municipio se blasona de la siguiente manera: 

Escudo cortado encajado de sinople y gules, cargada la partición superior de una Cruz de San Juan de plata, y la inferior de un castillo de oro, acompañado en lo alto y bajo de sendas llaves de plata. Al timbre, la Corona Real Española.
Boletín Oficial de Castilla y León nº 98/1998 de 27 de mayo de 1998

La descripción textual de la bandera es la siguiente:

Bandera cuadrada, de proporción 1:1, de color rojo con una banda blanca, cargada al centro con el Escudo Municipal, en sus colores.
Boletín Oficial de Castilla y León nº 98/1998 de 27 de mayo de 1998

## Administración y política
| Periodo   | Nombre                                                                            | Partido | Partido   |
| --------- | --------------------------------------------------------------------------------- | ------- | --------- |
| 1979-1983 | Claudio Moreno Nogales                                                            |         | UCD       |
| 1983-1987 | Ismael San Bruno Pastos                                                           |         | AP-PDP-UL |
| 1987-1991 | Félix Nogales Adrados                                                             |         | PSOE      |
| 1991-1995 | Alfredo Casado Díez                                                               |         | PP        |
| 1995-1999 | Alfredo Casado Díez                                                               |         | PP        |
| 1999-2003 | Alfredo Casado Díez                                                               |         | PP        |
| 2003-2007 | Vicente Gómez del Pozo                                                            |         | PP        |
| 2007-2011 | Vicente Gómez del Pozo                                                            |         | PP        |
| 2011-2015 | Vicente Gómez del Pozo                                                            |         | PP        |
| 2015-2019 | Ernesto Cobeño Majolero (2015-mayo de 2017) Ángel Mora García (mayo de 2017-2019) |         | PCAS-TC   |
| 2019-2023 | Ángel Mora García                                                                 |         | PSOE      |
| 2023-act. | Dionisio Ángel Ruiz Sanz                                                          |         | AEST      |

## Cultura

### Patrimonio
Cada uno de los núcleos que conforman la localidad cuenta con patrimonio diferenciado del resto del municipio.

### Fiestas
Cada núcleo cuenta con sus propias fiestas locales y festivos menores, sin embargo se celebra en la totalidad del municipio Nuestra Señora de la Natividad, el 7, 8 y 9 de septiembre. Este evento cuenta con misa diaria, procesión con danzas de jotas a ritmo de la dulzaina y tamboril. También hay orquestas, juegos tradicionales e infantiles, concursos deportivos y pasacalles.
Adicionalmente a las fiestas patronales, en el municipio existen varias asociaciones culturales que han establecido unas fechas concretas para celebrar sus festejos.
- Asociación Cultural San Cristóbal: sábado siguiente al 10 de julio.

- Asociación Cultural El Chupinazo: La Paellada. Segundo sábado del mes de agosto.